# Jan Jirka
Jan Jirka (* 5. října 1993 Brandýs nad Labem) je český atlet, reprezentant v běhu na 200 m a ve štafetách na 4 × 100 metrů. Je pětinásobným mistrem ČR a také dvojnásobným halovým českým šampionem. Spolu se Zdeňkem Stromšíkem, Janem Velebou a Dominikem Záleským drží národní rekord ve štafetě 4 × 100 metrů časem 38,62 sekund z roku 2019 z Ženevy. Přibližně dva roky (v letech 2021 až 2023) držel také český rekord v běhu na 200 m, než jej o šest setin překonal Ondřej Macík výkonem 20,39 s.

## Osobní rekordy

### Dráha
- běh na 100 metrů – 10,50 s – 22. srpna 2020, Ostrava
- běh na 200 metrů – 20,45 s – 27. června 2021, Zlín

### Hala
- běh na 60 metrů – 6,79 s – 22. ledna 2022, Jablonec nad Nisou
- běh na 200 metrů – 20,81 s – 9. února 2021, Praha

### Národní štafetové rekordy
- štafeta 4 × 100 m (dráha) – 38,62 s – 15. června 2019, Ženeva